# 塞納河的無名少女

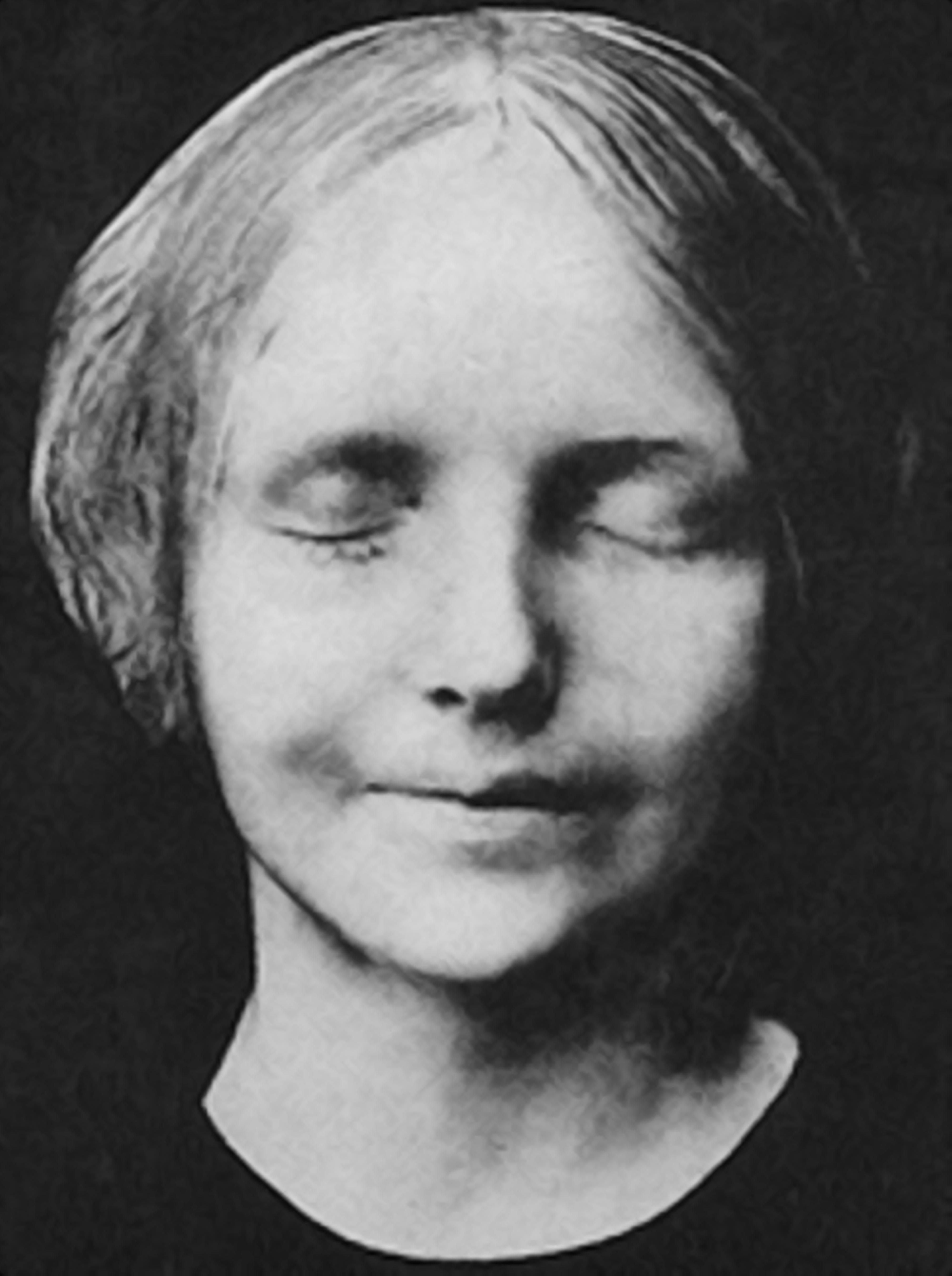
塞納河的無名少女

塞納河的無名少女（L'Inconnue de la Seine）是1880年代於法國塞納河所發現的身分不明的少女遺體。於1900年代後，藝術家們流行在家中以她的死亡面具作為裝飾，並成為許多文藝作品的題材內容。

## 發現過程
1880年代末，塞納河河岸的羅浮宮碼頭（今米特朗碼頭）打撈到了一具少女遺體；由於遺體上沒有遭受暴力的痕跡，因此最後推測为自殺，而遺體的真實身份則無法知曉。
其後，巴黎太平間的一位病理學家被其樣貌所吸引，便請人以石膏製作死亡面具；在另一些文獻記載中，則說是从德國某面具製造業者的女兒手中獲得。
此後數年內，该面具又被製作了为数不少的複製品，后来这些複製品逐渐成为巴黎波希米亞主義艺术家引為時代尖端的詭異裝飾品。阿爾貝·卡繆等人認為，塞納河的無名少女她那謎般的微笑就宛如蒙娜麗莎的微笑一樣，她的人生、死亡以及她的身份都包含在那詭異卻又幸福般的表情內。
在1958年，奧斯蒙·萊達爾以塞納河的無名少女為藍本；製作了心肺復甦訓練用的人偶復甦安妮，並於1960年代後廣泛使用。

## 反論
製作死亡面具家族後裔的Claire Forestier認為，在取得這張死亡面具時該名少女根本沒有死亡；而且如果真是自河中打撈上來的屍體，面貌通常無法清晰的保存下來。